# Distrikt Kővár

Der Distrikt Kővár (mittig in grün) in Siebenbürgen

Der Distrikt Kővár (auch Kővárer Distrikt, ungarisch Kővárvidék, Kővár vidék oder Kővár-vidék) war eine Verwaltungseinheit des Königreichs Ungarn und des Großfürstentums Siebenbürgen im Partium. Der Distrikt existierte seit 1549 und wurde 1876 im Zuge der Komitatsreform in die Komitate Szatmár und Szolnok-Doboka eingegliedert. Verwaltungssitz war Nagysomkút (dt. Großhorn, rum. Șomcuta Mare).

## Beschreibung
Der Distrikt entstand 1549 und hatte einen Oberkapitän (főkapitány) als administrativen Leiter. Jedoch wurde er erst Mitte des 17. Jahrhunderts vom Komitat Közép-Szolnok abgetrennt. Nachdem die Burg Kővár im Zuge des Kuruzenkriegs 1713 von Roger de Bussy-Rabutin gesprengt wurde, verlor der Distrikt allmählich seine militärische Bedeutung.
Er wurde durch die Komitatsreform von 1876 aufgelöst, und in benachbarte Komitate eingegliedert. Das einstige Gebiet des Distrikts liegt heute in Rumänien, größtenteils im Kreis Maramureș.
Der Distrikt Kővár hatte 1869 51.721 Einwohner, von denen 90,1 % ethnische Rumänen und 9,9 % Ungarn waren.